# شاكر نعمة الشعباني
شاكر نعمة الشعباني (1901 م – 1958 م) نائب برلماني ووزير مالية وسياسي سوري سابق وعلم من أعلام حلب البارزين في القرن العشرين.

## ولادته وتحصيله
شاكر الشعباني من مواليد حلب، درس في مدرسة الألمان في محلة الصليبة في اللاذقية ينتمي إلى أسرة عريقة من قبيلة البوشعبان وتعود أصولهم الى محافظة الرقة من الأعيان وكبار ملاك الأراضي، ممن كانوا يحظون بموقع مرموق في النخبة البيروقراطية العثمانية المحلية.
أصيب عام 1923 م بمرض تراخوما في عينيه، فسافر إلى أوروبا للدراسة والإستشفاء في فيينا وبرلين.

## عمله ووظائفه
خلال فترة الانتداب الفرنسي أصدر جريدة الأهالي التي كان يكتب فيها أحياناً العلامة بدر الدين النعساني. دخل عالم التجارة والصناعة في بداية الثلاثينات مع أخيه محلا وتعرف إلى التجار ودرس حالة السوق والغزول والمنسوجات وخرج من هذه الدراسة بفكرة المعمل وأجهر بها بين إخوانه وأصدقائه وأسس معملا شهيرا للغزل والنسيج أصبح نواة للصناعة الميكانيكية الحقيقية في سوريا، وعمادا للاقتصاد السوري ونموذجا حيا للصناعة الراقية في الوطن العربي.
كان وأخوه أحمد خليل المدرس من بين أوائل من عملوا على إدخال زراعة القطن الأمريكي (لونستار) في المزارع التي كانا يمتلكانها، وكان الفرنسيون قد جربوا زراعته في جهات جبلة عام 1922م. عندما كان عضوا في مجلس إدارة غرفة زراعة حلب في حوالي عام 1950 م أسس شركة "مدرس ورينهارد" لحفر الآبار الإرتوازية واتخذ مكتبا قرب فندق بارون.

## المناصب
- عضو في غرفة زراعة حلب
- عضو في البرلمان السوري عام 1932[2]
- منصب محافظ حلب 1939.
- وزير المالية في حكومة أحمد نامي الأولى.
- وزير المالية حكومة حقي العظم الثانية(يونيو 1932).[3]

- عضو في الوفد السوري لاستعادة لواء اسكندرون.

## وفاته
توفي في حلب في آذار عام 1958م ودفن فيها.